# 175
Het jaar 175 is het 75e jaar in de 2e eeuw volgens de christelijke jaartelling.

## Gebeurtenissen

### Italië
- Eleuterus (175 - 189) volgt Soter op als de dertiende paus van Rome. Volgens het Liber Pontificalis wordt beweerd dat hij correspondeert met koning Lucius.

### Balkan
- Keizer Marcus Aurelius onderwerpt de Jazygen en laat ze verbannen naar Britannia, waar ze worden gelegerd als huurtroepen aan de Muur van Hadrianus.
- Marcus Aurelius wordt in Pannonië langs de Donaugrens (Limes) ernstig ziek. Faustina de Jongere verspreidt het gerucht dat haar man op sterven ligt.

### Syrië
- De Romeinse legioenen in het Midden-Oosten komen in opstand. Avidius Cassius, gouverneur van Syria, roept zichzelf uit tot keizer.
- Marcus Aurelius onderdrukt de bloedige opstand, Avidius Cassius wordt op bevel door een centurion in het openbaar geëxecuteerd.

### Europa
- In Coriovallum (huidige Heerlen) worden de thermen hersteld door M. Sattonius Iucundus, er zijn bronnen die beweren dat dit pas gebeurt in de 3e eeuw.

### Klein-Azië
- Faustina de Jongere overlijdt in Cappadocië ten gevolge van een ongeluk tijdens een inspectiereis naar de Romeinse kolonie Halala.

## Geboren
- Cao Ang, Chinees veldheer en zoon van Cao Cao (overleden 197)
- Sun Ce, Chinees veldheer en stichter van het Koninkrijk Wu (overleden 200)
- Zhou Yu, Chinees veldheer en militair strateeg (overleden 210)

## Overleden
- Avidius Cassius, Romeins veldheer en usurpator
- Faustina de Jongere, keizerin en echtgenote van Marcus Aurelius
- Lucius Flavius Arrianus, Romeins historicus en schrijver